# スペードの女王 (オペラ)
『スペードの女王』（ロシア語: Пиковая дама）作品68は、ピョートル・チャイコフスキーが作曲した全3幕（7場）のオペラ。ロシア語のリブレットは作曲者の弟であるモデスト・チャイコフスキーの執筆であり、アレクサンドル・プーシキンの小説『スペードの女王』を原作とするものの、大きな改変が加えられている。初演は1890年、サンクトペテルブルクのマリインスキー劇場で行われた。

## 作曲の経緯
帝国劇場の経営陣はイヴァン・フセヴォロシスキーが1887年から1888年に草案を起こした筋書きに基づくオペラの作曲をチャイコフスキーに委嘱した。当初は依頼を断ったチャイコフスキーであったが、1889年に承諾することにした。彼は同年の暮れにかけて劇場の支配人らに会い、題材について議論するとともに一部のシーンの下書きを行うなどした。
オペラの総譜はフィレンツェにてわずか44日間で仕上げられた。後日、主人公の役を演じることになったテノール歌手と打ち合わせを行い、第7場のゲルマンのアリアに対し異なる調性を用いて2つの版を作成している。変更点は印刷譜の第1版と第2版の校正記録と添付の書類により確認できる。
チャイコフスキーは作曲を行う傍らリブレットにも活発に手を加え、一部のテクストを変更するとともに2つのアリアに自作の歌詞を追加している。

## 演奏史

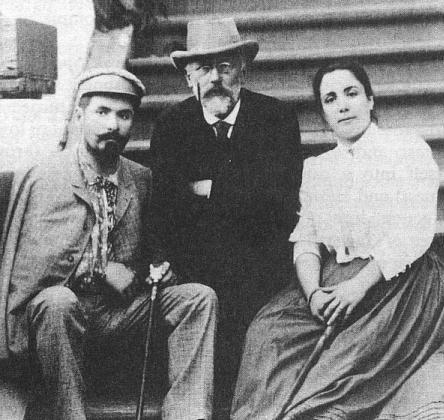
作曲者チャイコフスキー（中央）と、初演でゲルマン役を演じたニコライ・フィグネル（左）およびリーザ役を演じたメデア・マイ＝フィグネル（右）《1890年撮影》

主人公のゲルマンは全7場の全てで歌うことになる。これは歌手に高い技術と忍耐力を要求する。その役は名高いロシアのテノールであったニコライ・フィグネルを念頭に置いて書かれており、初演ではフィグネルがこの役を演じた。ニコライの妻のメデア・マイ＝フィグネルはリーザを演じている。
サンクトペテルブルク初演の稽古には作曲者自身も参加している。批評家は激賞する評論を掲載した。チャイコフスキーは後年次のように書いている。「フィグネルとサンクトペテルブルク管弦楽団（中略）は真の奇跡を起こした。」
初演は極めて大きな成功を収めた。12日後に行われたキエフ初演も同じく成功に終わった。ボリショイ劇場での初演は翌年に行われた。チャイコフスキーは自らの労作に大層満足していた。
サンクトペテルブルク初演（世界初演）
- 日時: 1890年12月19日（ユリウス暦 12月7日）[2]
- 場所: サンクトペテルブルク、マリインスキー劇場
- 指揮者: エドゥアルド・ナープラヴニーク
- 演出: ヴァシリーエフ、ヤーノフ、レヴォット（Levot）、イワノフ、アンドレーエフ
- バレエ監督: マリウス・プティパ

キエフ初演
- 日時: 1890年12月31日（ユリウス暦 12月19日）[2]
- 場所:
- 指揮者: ヨゼフ・プジヴィーク（チェコ語版）

モスクワ初演
- 日時: 1891年11月4日[3]
- 場所: ボリショイ劇場
- 指揮者: イッポリート・アルターニ
- 演出: カール・ヴァルツ、レベデフ
- バレエ監督: マウリス・プティパ、 レフ・イワノフ

他の主要上演
- 1892年10月11日または12日、プラハ、ロシア国外初演; アドルフ・チェフ指揮、作曲者も訪れた。（V. J. Novotný訳によるチェコ語での上演）[4]
- 1902年、ウィーン初演、ウィーン国立歌劇場、グスタフ・マーラー指揮[5]。
- 1904年、モスクワ、ボリショイ劇場、セルゲイ・ラフマニノフ指揮[6]。
- 1910年3月5日、ニューヨーク、メトロポリタン・オペラ、米国初演（ドイツ語上演）、グスタフ・マーラー指揮[7]。
- 1915年5月29日、ロンドン、英国初演（ロシア語上演）; ウラディーミル・ロージング主演[8]。

## 配役
| 人物名                                                                                  | 声域         | サンクトペテルブルク初演 1890年12月19日（ユリウス暦 12月7日） （指揮： エドゥアルド・ナープラヴニーク） | キエフ初演 1890年12月31日（ユリウス暦 12月19日） （指揮： ヨゼフ・プジヴィーク） | モスクワ初演、ボリショイ劇場 1891年11月4日 （指揮: イッポリート・アルターニ） |
| --------------------------------------------------------------------------------------- | ------------ | --- | -------------------------------------------------------------------------------- | ----------------------------------------------------------------------------- |
| ゲルマン                                                                                | テノール     | ニコライ・フィグネル                                                                                    | ミハイル・メドヴェージェフ                                                       | ミハイル・メドヴェージェフ                                                    |
| トムスキー伯爵                                                                          | バリトン     | イヴァン・メルニコフ                                                                                    | ニコライ・デメンティエフ                                                         | ボゴミール・コルソフ                                                          |
| エレツキー公爵                                                                          | バリトン     | レオニド・ヤコブレフ                                                                                    | イオアキム・タルタコフ                                                           | パベル・ホフロフ                                                              |
| チェカリンスキー                                                                        | テノール     | ヴァシリーエフ2世                                                                                       | アレクサンドル・ダヴィドフ                                                       |                                                                               |
| スリン                                                                                  | バス         | |                                                                                  |                                                                               |
| チャプリツキー                                                                          | テノール     | コンスタンティン・コンダラキ                                                                            |                                                                                  |                                                                               |
| ナルモフ                                                                                | バス         | ウラディーミル・ソボレフ                                                                                |                                                                                  | イヴァン・マッチンスキー                                                      |
| 司会者                                                                                  | テノール     | ヴァシリー・イェフィモフ                                                                                |                                                                                  |                                                                               |
| 伯爵夫人                                                                                | メゾソプラノ | マリア・スラヴィナ                                                                                      | マリア・スミルノヴァ                                                             | アレクサンドラ・クルティコヴァ                                                |
| リーザ                                                                                  | ソプラノ     | メデア・マイ＝フィグネル                                                                                | アレクサンドラ・マツレヴィチ                                                     | マリヤ・デイシャ＝シオニツカヤ                                                |
| ポリーナ                                                                                | コントラルト | マリヤ・ドリーナ                                                                                        |                                                                                  | ヴェラ・グヌチェヴァ                                                          |
| 女家庭教師                                                                              | メゾソプラノ | マリア＝ヴィルヘルミナ・ピルツ                                                                          |                                                                                  |                                                                               |
| マーシャ                                                                                | ソプラノ     | ユリア・ユノソヴァ                                                                                      |                                                                                  |                                                                               |
| 青年将校                                                                                | 語り         | |                                                                                  |                                                                               |
| プリレパ                                                                                | ソプラノ     | オルガ・オルジナ                                                                                        |                                                                                  |                                                                               |
| ミロヴゾール                                                                            | コントラルト | ニーナ・フリーデ                                                                                        |                                                                                  | ヴァルヴァラ・パヴレンコヴァ                                                  |
| ズラトゴル                                                                              | バリトン     | アレクサンドル・クリモフ2世                                                                             |                                                                                  | アレクサンドル・ストリエフスキー                                              |
| 合唱、歌唱なし： 女中たち、女家庭教師たち、乳母たち、放浪者たち、子どもたち、賭博師たち |              | |                                                                                  |                                                                               |
| 第2幕 劇中劇                                                                            |              | |                                                                                  |                                                                               |
| プレリパまたはクロエ                                                                    | ソプラノ     | |                                                                                  |                                                                               |
| ミロヴゾールまたはダフニス                                                              | コントラルト | |                                                                                  |                                                                               |
| ズラトゴルまたはプルートス                                                              | バリトン     | |                                                                                  |                                                                               |
| 合唱、歌唱なし: クピードー、ヒュメナイオス、男女の羊飼いたち、                          |              | |                                                                                  |                                                                               |

コントラルトが歌うミロヴゾールとポリーナ、およびバリトンが歌うズラトゴルとトムスキーは同じ人物が演じてもよい。時にペリパとリーザを一人の歌手が演じることもあるが、他の一人二役とは異なりチャイコフスキー自身はこれを認めていなかった。

## 楽器編成
ピッコロ、フルート2、オーボエ2、コーラングレ、クラリネット2（B♭、A）、バスクラリネット（B♭）、ファゴット2、ホルン4（F）、トランペット2（B♭、A）、3トロンボーン、テューバ、ティンパニ、小太鼓、大太鼓、ハープ、ピアノ、弦五部

## あらすじ
- 時代：18世紀末
- 場所：ロシア、サンクトペテルブルク

### 第1幕
第1場
エカチェリーナ2世が治める時代、子どもたちがサンクトペテルブルクの夏の庭園で兵隊ごっこをして遊んでいる。2人の将校、スリンとチェカリンスキーが入ってくる。スリンは賭けでの不運を嘆いている。2人は別の将校の話を始める。その人物、ゲルマンは賭博台に夢中になっている様子であるものの自らは賭けようとはせず、質素ながら小奇麗な様子だという。トムスキーとともにゲルマンが姿を見せる。トムスキーは友の様子が以前とは似ても似つかぬようだと口にする。彼は何かに悩まされているのか。ゲルマンは自分の駐屯地の上に住む少女に心奪われてしまったのだが、その女性の名前すら知らないのだと告白する。将校のエレツキー公爵がぶらりと公園に姿を見せると、チェカリンスキーは最近決まった彼の婚約について祝いを述べる。エレツキーが自らの幸せを口にする一方、ゲルマンは羨ましげに彼を呪う。ちょうど老いた伯爵夫人とその孫にあたる1人の女性が通りかかるが、エレツキーはその女性、リーザを指して自分の婚約者であると紹介する。2人の女性はゲルマンの姿を見つけ、驚くほどに自分たちを凝視する彼を以前にも見たことがあることに気付く。ゲルマンはリーザが名も知らぬ片思いの相手であることを悟ったのである。エレツキーと2人の女性が立ち去ると考え込んでしまったゲルマンを尻目に、他の将校の面々は伯爵夫人について語り合う。スペードの女王として知られる彼女は、かつてはその美しさゆえにモスクワのビーナスの異名をとっていた。パリでサンジェルマン伯爵から情事の頼みと引き換えに勝利の方程式を手に入れた彼女は、若い頃に賭博で成功を収めたことがあった。トムスキーの言に依ると彼女の夫と、その後若い恋人の2人の男だけがその秘密を知ったのだという。なぜなら彼女の前に幽霊が現れて「3人目の要求者」が現れて力ずくで秘密を手に入れようとするから用心するように、と警告していたからであった。3枚のカードの勝利の並びについて考え、将校たちはその組み合わせがあればゲルマンの問題を解決できるのではないかとそれとなく口にする。雷鳴が近づき将校たちは立ち去るが、ひとり残ったゲルマンは伯爵夫人の秘密を手に入れることを誓う。
第2場
リーザは自宅で小さなピアノに向かい、友人のポリーナとともに田舎の夕暮れを題材に重唱をしている。居合わせた女友達がせがむので、ポリーナは悲しいバラードを歌い始め、舞踏風の歌がそれに続く。一同興に乗ってくるが、リーザはひとり物思いに沈んでいる。女家庭教師がはしたないフォークダンスに興じる少女たちをいさめ、友人たちへは家に帰るように言う。最後にその場を後にするポリーナはリーザに元気を出すよう促し、リーザはそれに応える。嵐が止むと美しい夜が広がり、彼女はメイドのマーシャにバルコニーへ通じるフレンチ窓を閉じないように頼む。ひとりになったリーザは婚約することになった不幸を口にする。彼女は公園にいる若い男性の魅力的な姿に心惹かれていたのである。彼女が驚いたことに、バルコニーにゲルマンが現れる。ゲルマンはあなたが他人と婚約したことで自分を銃で撃つところだったのだと訴えつつ、情けをかけて欲しいと彼女に請う。伯爵夫人がノックする音が聞こえ、リーザがゲルマンを隠してドアを開けると、夫人は窓を閉めて床に就くようにと告げる。伯爵夫人がその場を離れるとリーザはゲルマンに立ち去るように言うが、気持ちに抗いきれずに彼の抱擁を受け入れる。

### 第2幕
第1場
その後いくらもたたない頃、仮面舞踏会の席でゲルマンの仲間が彼が勝利のカードの秘密に取りつかれているようだと述べる。リーザを連れて通りすがったエレツキーは彼女の悲しみに気付き、彼女に自分の愛を伝えて安心させようとする。有名なアリア「貴女を愛しています」が歌われるのはこの場面である。ゲルマンはリーザからメモを受け取る。そこには後で会って欲しいと書かれている。スリンとチェカリンスキーが彼をからかうために背後から近づき、彼が伯爵夫人の秘密を知ることになる「3人目の要求者」であると囁いて群衆の中へ消えていく。ゲルマンは何を聞いたのだろうかと不思議に思う。舞踏会の主催者が女羊飼いの劇の開始を告げる。リーザはゲルマンの手に祖母の部屋の鍵を忍ばせ、祖母は明日部屋に戻ってこないと伝えるが、ゲルマンは深夜に訪ねると言ってきかない。自分が伯爵夫人の秘密を手にする運命なのだと考えつつ、ゲルマンはその場を後にする。出席者の注目は間もなく到着するというエカチェリーナ2世へと向けられており、到着に備えてオシプ・コズロフスキーのポロネーズが演奏されて群衆が敬礼しながら歌っている。
第2場
伯爵夫人の部屋へ忍び込んだゲルマンはモスクワのビーナスの肖像に見惚れつつ、自分と彼女の運命がいかに交わっているかに想いを馳せている。一方がもう一方のために命を落とすのだから。リーザの部屋へ向かわずその場に長くとどまり過ぎたため、伯爵夫人の従者が来る音が聞こえてくる。夫人が近づくと彼は身を隠す。伯爵夫人は現在の日々を嘆き、彼女がヴェルサイユ宮殿でポンパドゥール夫人その人を前にアンドレ＝エルネスト＝モデスト・グレトリのオペラ『獅子心王リシャール』からアリア「Je crains de lui parler la nuit」（「夜に彼と話すのが怖い」（ロレットのアリア））を歌っていた若かりし善き時代の思い出を語る。夫人がうたた寝を始めるとゲルマンが彼女の眼前に立つ。目覚めた夫人は慄くが、ゲルマンは彼女の秘密を教えるように訴えかける。夫人が何も言えないでいるとゲルマンは窮余の策で銃を突き付けて脅す - すると夫人は恐怖のあまり絶命してしまう。リーザが駆け込んできて、自分が心を捧げた恋人には伯爵夫人の秘密の方が大事だったのだと知る。ゲルマンに出ていくように告げ、リーザは涙にむせぶ。

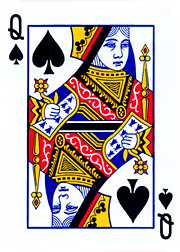

### 第3幕
第1場
冬の風が唸りをあげる兵舎の自室でゲルマンがリーザからの手紙に目を落としている。そこには真夜中に川の土手で会いたいと書かれていた。伯爵夫人の葬儀で歌われる合唱を聞く自分の姿を想像していたゲルマンであったが、窓をノックされて跳び上がる。そこに夫人の幽霊が現れて告げるには、ゲルマンがリーザと結婚し彼女を守れるようにするため、自らの意に反して彼に秘密を教えなければならないという。ゲルマンは告げられた秘密をそのままに、呆然と3つのカードの数字を繰りかえす - それは3、7、1であった。
第2場
冬の運河の傍でリーザがゲルマンを待っている。時は既に深夜となっており、彼女はまだ彼が自分を愛してくれているという一縷の望みにすがってはいるものの、彼女の若さと幸せが闇に呑まれる様子を目にする。ようやく現れたゲルマンは安心させるような言葉を投げかけたと思うと、伯爵夫人とその秘密について粗野に口走り始める。もはやリーザのことすら眼中にない彼は走り去ってしまう。全てを失ったことを悟り、リーザは自ら命を絶つ。
第3場
賭博場で、ゲルマンの同僚の将校たちが軽食を済ませてファロで勝負をしようとしている。エレツキーはこれまで賭け事をしたことがなかったが、婚約が敗れた今は場に加わっている。「愛では不運だったが、カードでは幸運だ。」トムスキーが歌で皆を盛り上げる。次いでチェカリンスキーが伝統的な賭博師の歌で先導する。ゲームのために席に着くと、興奮状態で取り乱した様子のゲルマンが現れて一同は驚く。衝突を察したエレツキーはトムスキーに対し、もし勝負になるのであれば補佐して欲しいと頼む。ゲルマンは賭けることしか頭になく、4万ルーブルという高額で賭けを開始する。3に賭けたゲルマンが勝利し、周囲は彼の狂気をはらんだ表情にたじろぐ。ゲルマンは続いて7に賭け、再び勝利を手にする。ここで彼はワイングラスを手に取り、人生はただのゲームだとうそぶく。エレツキーは次も彼の勝負を受けて立つことにする。ゲルマンは持てるものすべてを1に賭けるが、カードを見せると彼の手にあるのはスペードのクイーンだと周囲が言う。復讐を遂げた伯爵夫人の幽霊の哄笑を目にして、ゲルマンは自らの命を差し出してエレツキーとリーザの許しを請う。皆は彼の痛めつけられた魂に祈りを捧げる。

## 主要なアリアと楽曲
第1幕
アリア: 「彼女の名前を私は知らない」 «Я имени ее не знаю» （ゲルマン）
アリア: 「かつてヴェルサイユで（3枚のカード）」 «Однажды в Версале (Три Карты)» （トムスキー）
ロマンス: 「愛しの友達」 «Подруги милые» （ポリーナ）
アリオーソ: 「この涙はどこから」 «Откуда эти слëзы» （リーザ）
アリア: 「許したまえ、天なるものよ」 «Прости, небесное созданье» （ゲルマン）
第2幕
アリア: 「貴女を愛しています」 «Я вас люблю» （エレツキー）
アリア: 「夜に彼と話すのが怖い」 «Je crains de lui parler la nuit» （フランス語） （伯爵夫人）
第3幕
アリオーソ: 「ああ、悲しみで疲れ切ってしまった」 «Ax! истoмилacь я горем» （リーザ）
歌: 「もし可愛い少女らが」 «Если б милые девицы» （トムスキー）
アリア: 「人生とはなんだ？ゲームだ！」 «Что наша жизнь? Игра!» （ゲルマン）